# راجه ناصر عباس جعفری
راجه ناصر عباس جعفری (به انگلیسی: Raja Nasir Abbas Jafri) معروف به علامه راجه ناصر عباس جعفری روحانی شیعه اهل پاکستان و دبیرکل حزب مجلس وحدت مسلمین است.
وی پس از اوج‌گیری خشونت‌های مذهبی در پاکستان، با همکاری جمعی از همفکرانش، حزب مجلس وحدت مسلمین را تشکیل داد.

## اعتصاب غذا
راجه ناصر با برخی از اعضای حزب مجلس وحدت مسلمین از روز جمعه ۲۴ اردیبهشت ۱۳۹۵، اعتصاب غذا کردند. اعتصاب راجا ناصر پس از کشته شدن چهار نفر از شیعیان پاراچنار توسط نیروهای امنیتی پاکستان و در اعتراض به کشتار شیعیان در «دیر اسماعیل خان»، «کراچی» و «پاراچنار» شروع شد. همچنین اعتراض به غصب اراضی شیعیان از انگیزه‌های دیگر اعتصاب کنندگان بود. در این اعتصاب علمای برجسته اهل سنت پاکستان نیز حضور دارند.
خواسته‌های وی برای شکستن این اعتصاب غذا عبارت بودند از:
1. اقدام مناسب برای جلوگیری از کشتار شیعیان پاکستان در نقاط مختلف کشور؛
2. ارجاع پرونده تمام کشتارهای شیعیان مانند سانحه شکارپور، جیکب آباد و ... به داد گاه نظامی؛
3. برداشتن محدودیت‌های مجالس عزاداری شیعیان در ایالت پنجاب؛
4. ممنوعیت فعالیت گروهای تکفیری و فرقه پرست؛
5. اقدامات مؤثر دولت ایالت «خیبرپختونخوا» علیه کشتار اخیر شیعیان؛
6. تشکیل کمیته تحقیقاتی برای کشتار اخیر شیعیان پاراچنار به دست نیروی انتظامی؛
7. توقف تصاحب اراضی شیعیان گلگت و بلتستان توسط دولت و آزادی تمامی املاک تصاحب شده.[۷]

تحصن کنندگان واکنش سریع دولت پاکستان به خواسته‌های خود را خواستار هستند و تأمین امنیت جانی شیعیان را به عنوان ابتدایی‌ترین حقوق شهروندی خواستار هستند.
روز دهم خرداد ۱۳۹۵ و پس از هفده روز از اعتصاب، حال وی وخیم و به بیمارستان منتقل شد.
راجه ناصر عباس جعفری در تاریخ نوزدهم مردادماه ۱۳۹۵ پس از دستور ناصر مکارم شیرازی از مراجع تقلید شیعیان مقیم در قم و درخواست محمدحسن اختری دبیرکل مجمع جهانی اهل بیت، بعد از هشتاد و شش روز به اعتصاب غذای خود پایان داد.

### واکنش‌های جهانی به اعتصاب غذا
اعتصاب راجه ناصر عباس جعفری واکنش‌ها و بازتاب‌هایی در جهان در پی داشته است:
- ناصر مکارم شیرازی از مراجع تقلید شیعیان ساکن قم، با صدور بیانیه‌ای با اشاره به اعتصاب غذای برخی شیعیان در پاکستان، از آزار و اذیت قرار گرفتن شیعیان در این کشور اظهار تأسف کرد و از دولت پاکستان خواست از کارهایی که وحدت مسلمین را به خطر می‌اندازد، دوری کند.[۱۰]
- حسین نوری همدانی یکی دیگر از مراجع قم در بیانیه‌ای آورده است که شیعیان پاکستان مورد ظلم و ستم قرار گرفته‌اند و به مقامات پاکستان توصیه کرد که فوراً به حوادث دردناک اقدام عاجل انجام دهند.[۱۱] وی همچنین در اظهار نظری از عدم رسیدگی به شیعیانی که در پاکستان اعتصاب غذا کرده‌اند، انتفاد کرد.[۱۲]
- مسلمانان ایالات متحده در شهرهای هیوستون و سیاتل، واشینگتن، با اعتصاب راجه ناصر اعلام همبستگی کردند.[۱۳][۱۴]
- قربانعلی دری نجف آبادی، نایب رئیس شورای عالی مجمع جهانی اهل بیت (ع) در بیانیه‌ای ضمن حمایت از اعتصاب راجه ناصر، خواستار باز پس دادن اراضی شیعیان پاکستان شد.[۱۵]
- پس از اعتصاب غذای راجه ناصر عباس جعفری، حزب موتلفه اسلامی در اعتراض به ظلم و تبعیض علیه شیعیان در پاکستان، بیانیه‌ای صادر کرد.[۱]